# Der Strand von Falesa
Der Strand von Falesa (engl. The Beach of Falesá) ist eine Erzählung des schottischen Schriftstellers Robert Louis Stevenson, die 1892 in den Illustrated London News und im Jahr darauf in der Sammlung Island Nights' Entertainments erschien. Der Autor schrieb die Geschichte, die um 1868 auf einer Südseeinsel handelt, in seinen letzten Lebensjahren auf Samoa nieder.

## Inhalt
Eine Südseehochzeit
Der Ich-Erzähler – das ist der Brite John Wiltshire – hat bereits vier Jahre am Äquator gelebt, als er für seinen Arbeitgeber den Koprahandel auf der Südsee-Insel Falesa übernimmt. Wiltshire nennt die Einheimischen entweder Eingeborene oder Kanaken.
Am Strand wird Wiltshire, der sich dem Leser als „armer Händler“ vorstellt, von dem Englisch sprechenden Chinesen Case empfangen. Case meint, Wiltshire brauche eine Frau. Gesagt, getan. Der Chinese arrangiert die Hochzeit mit der hübschen Uma, einer jungen bettelarmen Tongaerin mit langem Gesicht und hoher Stirn. Die „Hochzeit“ ist eine Farce. Der „Kaplan“, das ist der Neger John Blackamoar, stellt der Braut ein Dokument aus. Nur gut, dass sie es nicht lesen kann. Denn der „Ehemann“ kann nach den Buchstaben des Schriftstücks die „Ehefrau“ jederzeit zum Teufel jagen. Uma ist ihrem Manne ergeben: „Ich dir gehören wie Schwein!“ ruft sie aus.
Der Bann
Nachdem Wiltshire von sämtlichen Inselbewohnern ignoriert wurde, fordert der selbstbewusste Engländer Aufklärung bei den Häuptlingen. Case, der selber ein Händler ist, dolmetscht. Sein Fazit, die Einheimischen mögen den Ankömmling nicht. Er solle besser heute als morgen gehen.
Uma hatte vor Wiltshire bereits zwei Verehrer gehabt. Case war von ihr abgewiesen worden. Nachdem der zweite Verehrer, ein kleiner Häuptling, Uma verlassen hatte, war sie von der Dorfbevölkerung einhellig gemieden worden.
Der Missionar
Mr. Tarleton, gleichsam der gute Geist in der Geschichte, sucht ab und zu Falesa auf. Der Geistliche greift ordnend-informierend ein. Uma übergibt dem Missionar ihren „Trauschein“ und wird auf dringlichen Wunsch Wiltshires mit ihrem Manne ordentlich getraut. Überdies wird Wiltshire von Tarleton ins Bild gesetzt: Case sei sein Todfeind, denn er habe bereits Wiltshires Vorgänger vertrieben beziehungsweise wahrscheinlich umgebracht. Case habe die Häuptlinge hinter sich und sei mittels faulen Zaubers der Herr im Dorf. Tarleton fürchtet, der Koprahändler Case werde Wiltshire  als nächsten Händler beseitigen.
Teufelswerk
In der Tat – Case will Wiltshire umbringen. Der Engländer nimmt den Kampf gegen Case auf. Er macht Cases Kultstätte im Inselinnern ausfindig.
Nacht im Busch
Darauf zerstört Wiltshire die „Schreckgespenster“. Nachdem ihn Case mit seiner Winchester angeschossen hat, ersticht er den Todfeind. Fortan floriert Wiltshires Kopra-Geschäft auf Falesa. Zwar fühlt sich der Engländer mit seiner Uma auf der Insel wohl, doch ist er froh, als ihn seine Firma ganz woandershin versetzt.

## Selbstzeugnis
Der Autor nennt den Text ein extremes Stück Realismus, in dem nichts abgeschwächt und gefärbt ist und die erste realistische Südsee-Erzählung... mit wirklichem Südseekolorit und Details des dortigen Lebens.

## Ethnologie
Ein „britischer Untertan“ blickt erzählend etliche Jahre zurück. Des Erwähnens beziehungsweise Nachdenkens wert, was Stevenson Anfang der 1890er Jahre über auch heute noch – aus europäischer Sicht – abgelegene Weltgegenden berichtet:
- Als Weiße gelten auf Falesa auch Chinesen und Neger. Die Europäer unter dieser dergestalt global definierten Gruppe der Weißen seien Baptisten. Auch die bekehrten Häuptlinge seien Protestanten. Katholiken bildeten eine Minderheit.
- Die Einheimischen seien stets zu einem Spaß aufgelegt, selbst während eines Begräbnisses. Zudem sängen sie – in die Hände klatschend – gemeinsam im großen Haus des Dorfes bis in den späten Abend.

Manche Gedankensplitter des Ich-Erzählers tragen aus der Sicht des 21. Jahrhunderts das Stigma des Rassismus beziehungsweise tangieren diese Abstempelung:
- Wiltshire handelt auf Falesa mit Kopra, weil er in England ein Gasthaus eröffnen möchte. Nachdem er mit Uma Mischlinge[6] in die Welt gesetzt hat, bleibt er doch lieber in der Südsee. Aber auch dort wird die Verheiratung der Töchter problematisch werden. Denn seine Mädchen sollen keinen Kanaken heiraten und er weiß auch nicht, wo er die Weißen hernehmen soll.
- Nachdem Case von Wiltshire erstochen wurde, muss der Dieb John Blackamoar die Insel verlassen und wird von Leuten der eigenen Farbe während „einer Art Mondscheintanz“ verzehrt.[7]

## Rezeption
- Dölvers schreibt darüber, wie Stevenson Grauen heraufbeschwört[8] und zitiert in dem Zusammenhang die Stelle: „Man sagt, die Menschen fürchten sich, allein zu sein. Keineswegs! Was einem bange macht... ist..., daß man nichts Gewisses ausmachen kann...“[9] Darauf bespricht er Wiltshires „Lust am Töten“[10] anhand der Textpassage: „Damit gab ich ihm den kalten Stahl, so tief ich konnte. Sein Körper sprang unter mir wie ein gefedertes Sofa; er gab ein entsetzliches langes Stöhnen von sich und lag dann still.“[11]
- Werner Schuster am 9. August 2010 bei eselsohren. Das Online-Büchermagazin.
- Tobias Lehmkuhl am 15. November 2010 in Ungehobelte Abenteurer bei Deutschlandradio Kultur.

## Verfilmung
- 30. September 1952, TV Kurzfilm: The Beach of Falesa[12] von Robert Stevens[13] mit John Forsythe als Wiltshire und Russell Collins[14] als Case.
- Zudem liegen Drehbücher von Dylan Thomas[15] und Alan Sharp[16] vor, die bisher nicht verwendet wurden.

## Deutschsprachige Literatur

### Ausgaben
- Robert Louis Stevenson: Der Strand von Falesa. Deutsch von Marguerite Thesing. Verlag von Philipp Reclam jun., Leipzig 1927. 136 Seiten
- Robert Louis Stevenson: Der Strand von Falesa. S. 364–464. (Übersetzerin: Elisabeth Seidel) in Robert Louis Stevenson: Der weite Horizont. Erzählungen (Die Landfremde. Die tollen Männer. Der Leichenräuber. Villon. Die Vorsehung und die Gitarre. Die Geschichte einer Lüge. Der Schatz von Franchard.  Der Strand von Falesa. Die Insel der Stimmen. Der Flaschenteufel). Dieterich’sche Verlagsbuchhandlung, Leipzig 1987 (6. Aufl.), ISBN 3-7350-0026-6[A 3]
- Robert Louis Stevenson: Der Strand von Falesá. Novelle. Nach dem ungekürzten Originalmanuskript übersetzt und herausgegeben von Alexander Pechmann. Verlag Jung und Jung, Salzburg 2010, ISBN 978-3-902497-73-4. 136 Seiten
- Robert Louis Stevenson: Der Strand von Falesa. Übersetzt von Heinrich Conrad, tredition Verlag (Online-Ressource, on demand), Hamburg 2011. ISBN 978-3-8424-1367-2

### Sekundärliteratur
- Horst Dölvers: Der Erzähler Robert Louis Stevenson. Interpretationen. Francke Verlag, Bern 1969, ohne ISBN, 200 Seiten.
- Michael Reinbold: Robert Louis Stevenson. Rowohlt, Reinbek 1995, ISBN 3-499-50488-X.